# Инга Жолуде
Инга Жолуде (на латвийски: Inga Žolude) е латвийска преводачка и писателка на произведения в жанра драма.

## Биография и творчество
Инга Жолуде е родена на 9 август 1984 г. в Рига, Латвия. Получава магистърска степен по английска филология от Латвийския университет. Специализира английска филология по програмата на Фулбрайт в университета в Южен Илинойс. Получава докторска степен в Латвийския университет през 2015 г. защитавайки дисертация на тема „Изповедна поезия в американската и латвийската литература“.
След дипломирането си работи като координатор на проекти и мениджър в областта на културата и образованието. Започва да публикува своите творби в различни периодични издания от 2002 г.
Пише литературна критика и прави преводи на произведения на латвийски и чуждестранни автори. Прави преводи на поетични творби на Филип Ларкин и на шотландския поет Робърт Крофорд. През 2007 г. получава специална награда от културното списание „Rīgas Laiks“.
Участва в много литературни и културни проекти и е получила няколко безвъзмездни помощи, включително Грант на Средиземния съвет на министрите в Балтийския Скайпнир.
Първият ѝ роман „Silta zeme“ (Топла земя) от едноименната поредица е издаден през 2008 г.
Нейните разкази „Netīrā veļa“ (Мръсно бельо) и „Dzīvokļa jautājums“ (Проблем с апартаменти) са отличени в конкурси за проза. През 2010 г. е издаден сборникът ѝ „Mierinājums Ādama kokam“ (Утеха за дървото на Адам). През 2011 г. книгата получава наградата за литература на Европейския съюз.
Романът ѝ „Sarkanie bērni“ (Червените деца) от 2012 г. е удостоен с годишната награда на Съюза на писателите в Латвия и наградата „Раймондс Геркенс“.
Нейните творби са преведени на множество езици, включително английски, немски, френски, шведски, полски, литовски, унгарски, чешки и български.
Член е на Съюза на писателите в Латвия от 2010 г.
Инга Жолуде живее със семейството си в Рига.

## Произведения

### Самостоятелни романи
- Sarkanie bērni (2012)
- Santa Biblia (2013)
- Melanholiskais valsis (1904)

### Серия „Топла земя“ (Silta zeme)
1. Silta zeme (2008)
2. Materia Botanica (2018)

### Сборници
- Mierinājums Ādama kokam (2010) – награда за литература на Европейския съюз
- Stāsti (2015)